# Cochleanthes
Cochleanthes – rodzaj roślin z rodziny storczykowatych (Orchidaceae). Obejmuje 4 gatunki występujące w Ameryce Środkowej i Południowej w takich krajach jak: Belize, Brazylia, Kolumbia, Kostaryka, Kuba, Dominikana, Ekwador, Gwatemala, Honduras, Jamajka, Meksyk, Nikaragua, Panama, Portoryko, Trynidad i Tobago, Wenezuela.

## Systematyka
Rodzaj sklasyfikowany do podplemienia Zygopetalinae w plemieniu Cymbidieae, podrodzina epidendronowe (Epidendroideae), rodzina storczykowate (Orchidaceae), rząd szparagowce (Asparagales) w obrębie roślin jednoliściennych.
Wykaz gatunków
- Cochleanthes aromatica (Rchb.f.) R.E.Schult. & Garay
- Cochleanthes flabelliformis (Sw.) R.E.Schult. & Garay
- Cochleanthes lueddemanniana (Rchb.f.) R.E.Schult. & Garay
- Cochleanthes trinitatis (Ames) R.E.Schult. & Garay